# Missão de Apoio e Estabilização da União Africana na Somália
A Missão de Apoio e Estabilização da União Africana na Somália (em inglês:  African Union Support and Stabilization Mission in Somalia; AUSSOM) é uma operação de manutenção da paz iniciada em 2025, autorizada pela União Africana (UA) para substituir a Missão de Transição da União Africana na Somália (ATMIS). A missão visa apoiar as forças de segurança somalis na estabilização do país e no combate ao al-Shabaab, facilitando, ao mesmo tempo, a transferência gradual das responsabilidades de segurança para o governo somali.
A formação da AUSSOM foi moldada por restrições financeiras e tensões políticas, particularmente em relação ao papel da Etiópia. A missão é composta por 11.900 efetivos, incluindo militares, policiais e civis, com contribuições de Uganda, Etiópia, Djibuti, Quênia e Egito. Preocupações com violações de direitos humanos cometidas em operações anteriores da UA, incluindo execuções extrajudiciais e violência sexual, aumentaram o escrutínio sobre a seleção e supervisão de tropas. A AUSSOM foi criticada pela imunidade legal sob a qual o pessoal da UA opera, o que dificulta a responsabilização por crimes e abusos.